# Caesalpinia rubicunda
Caesalpinia rubicunda är en ärtväxtart som först beskrevs av Julius Rudolph Theodor Vogel, och fick sitt nu gällande namn av George Bentham. Caesalpinia rubicunda ingår i släktet Caesalpinia och familjen ärtväxter. Utöver nominatformen finns också underarten C. r. hauthalii.